# Justus und Pastor

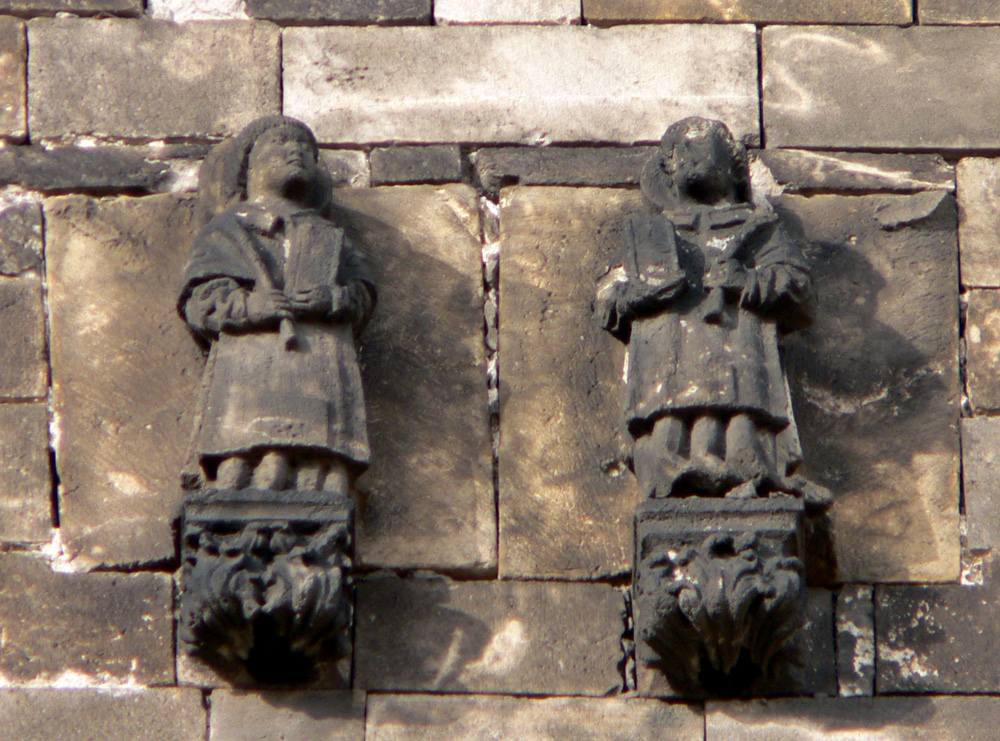
Justus und Pastor am Turm der Kirche San Justo in Barcelona

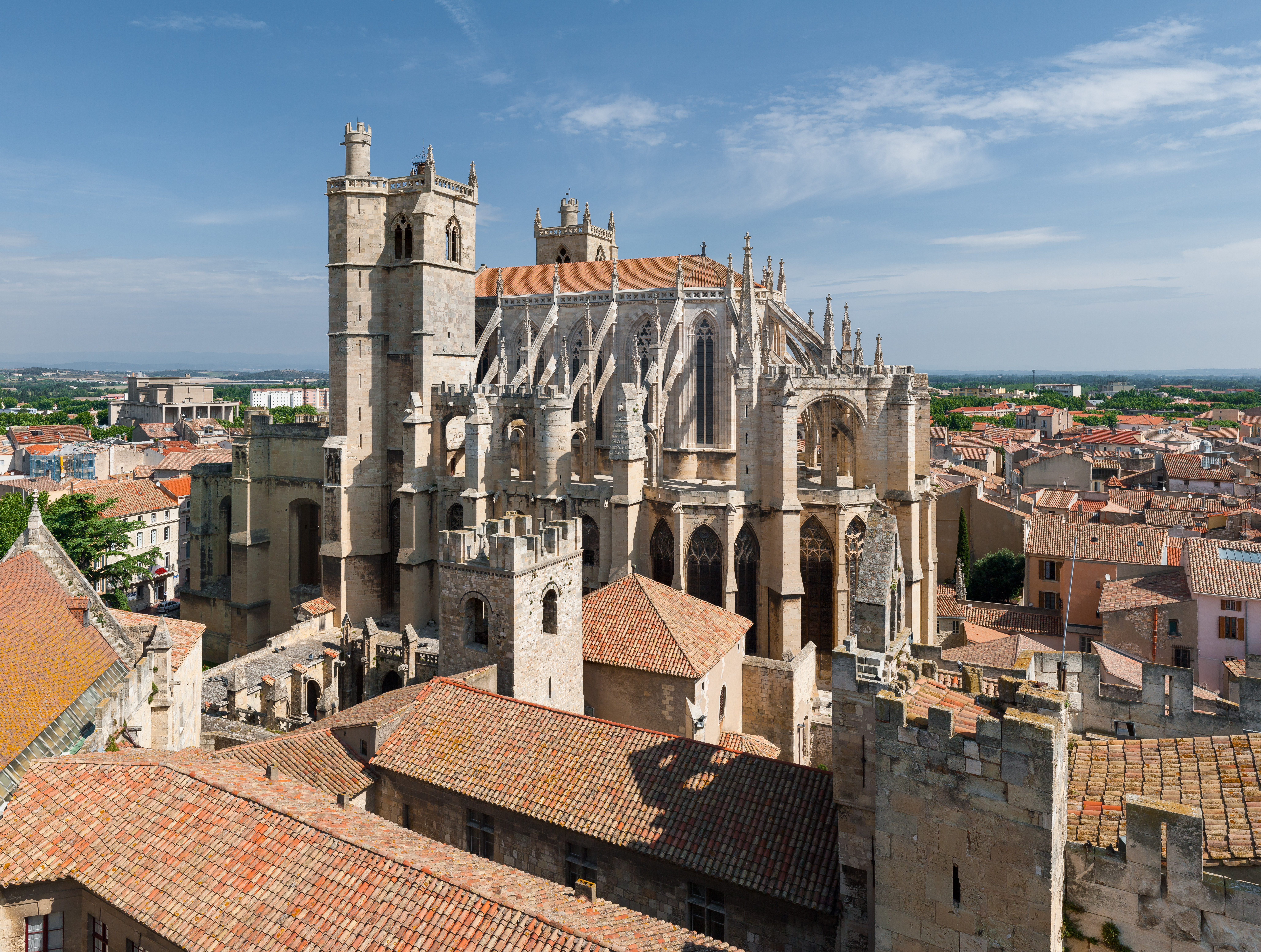
Kathedrale Saint-Just-et-Saint-Pasteur von Narbonne

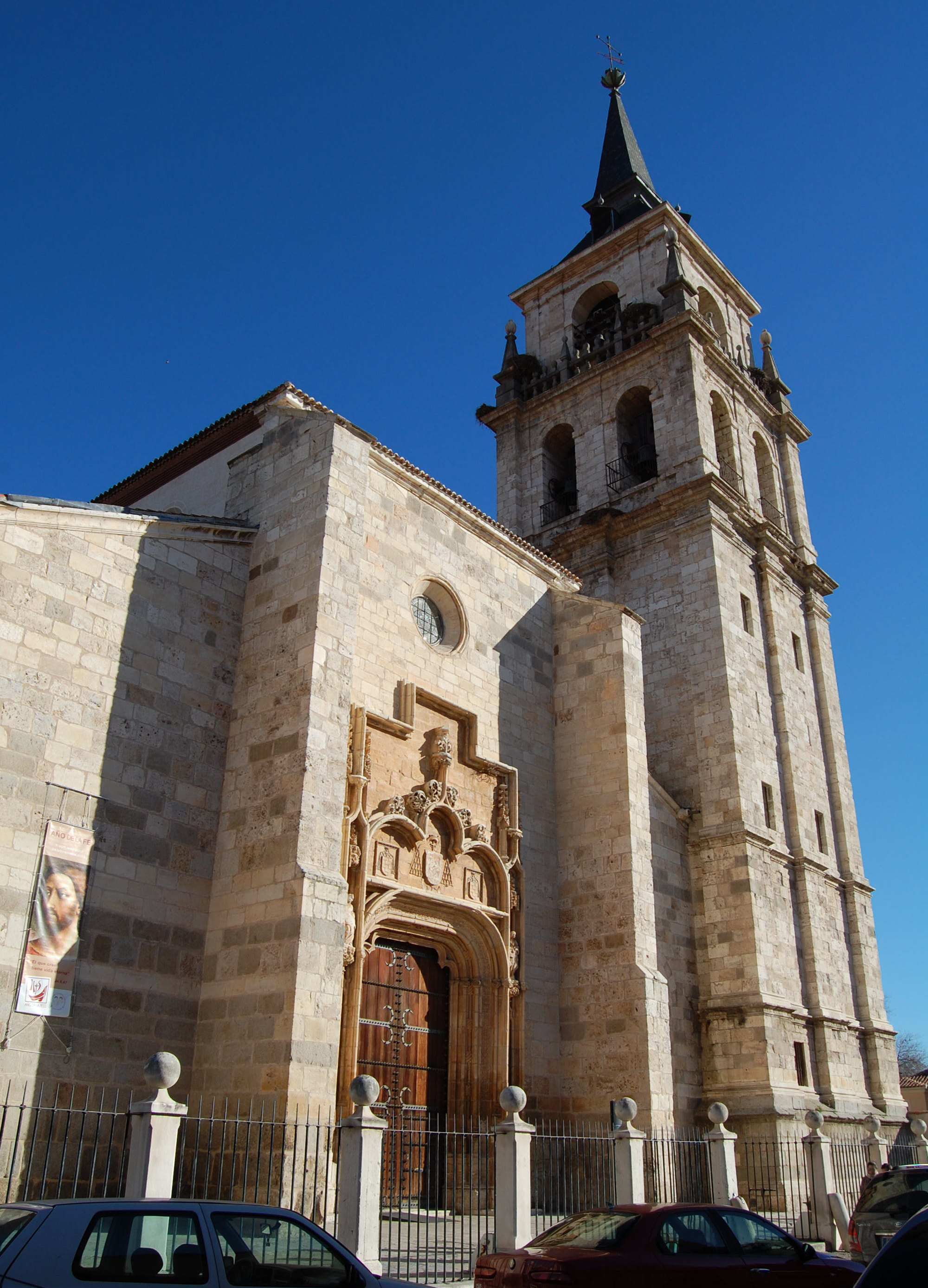
Catedral Magistral de los Santos Justo y Pastor von Alcalá de Henares

Die frühchristlichen spanischen Märtyrer und Heiligen Justus und Pastor (spanisch Justo y Pastor; französisch Just et Pasteur) werden meist in einem Atemzug genannt und auch gemeinsam verehrt. Ihr Gedenktag ist der 6. August.

## Überlieferung
Bereits der kaiserliche Beamte und Dichter Prudentius (* 348; † nach 405) erwähnt die beiden Märtyrer in seinem Werk; im 13. Jahrhundert tauchen sie auch in der Legenda aurea des Jacobus de Voragine auf. Beide sollen Brüder gewesen sein und im Jahr 304, d. h. in der Zeit der diokletianischen Christenverfolgungen, von Datianus, dem Statthalter der Provinz, aufgefordert worden sein, ihrem Glauben abzuschwören. Er bot ihnen sogar Geschenke an, doch lehnten beide ab. Daraufhin sollen sie gegeißelt und vor den Toren ihrer Heimatstadt Complutum (heute Alcalá de Henares) enthauptet worden sein – nach einer anderen Überlieferung war Tielmes ihr Geburtsort. Justus war bei seinem Tod zwölf (nach anderen Angaben neun) Jahre alt; sein Bruder Pastor war zwei oder drei Jahre jünger.

## Verehrung
Nach ihrem Tod brachte man ihre Gebeine mitsamt dem Stein, auf dem ihre Enthauptung stattgefunden hatte, in die Stadt, wo sie im Volk sofort eine große Verehrung erfuhren. Mitte des 8. Jahrhunderts transferierte ein frommer und später heiliggesprochener Eremit mit Namen Urbicius die Gebeine der beiden Heiligen zum Schutz vor den islamischen Invasoren zunächst in seine Geburtsstadt Bordeaux und von dort in die Berge Aragóns nach Huesca; nach seinem Tod tauchen sie in Narbonne auf, wo die Kathedrale den Namen der beiden Heiligen trägt. Im Jahr 1568 wurde ein Teil der Gebeine nach Alcalá de Henares zurückgebracht, wo die dortige, im 16. Jahrhundert erbaute Kathedrale ebenfalls unter ihrem Patrozinium steht.
Die Hauptorte ihrer Verehrung befinden sich im nordspanischen und südfranzösischen Raum: Tielmes, Alcalá de Henares, Astorga, Toledo, Huesca, Barcelona und Narbonne. Sie sind die Stadtpatrone von Madrid und Alcalá de Henares.

## Ikonographie
Auf den wenigen bekannten Darstellungen werden die Heiligen Justus und Pastor stets kleinfigurig gezeigt; ihre Gesichter haben jedoch meist einen erwachsenen Ausdruck.

## Sonstiges
Die Heiligenlegende von Justus und Pastor wird im 2001 gedrehten Psycho- und Mystery-Film The Others erwähnt (Drehbuch und Regie: Alejandro Amenábar; Hauptdarstellerin: Nicole Kidman).